# Municipio de Atoyac (Jalisco)
El municipio de Atoyac es uno de los 125 municipios del estado de Jalisco, México. Pertenece a la Región Lagunas del estado y su cabecera es la localidad de Atoyac.

## Toponimia
Su nombre se deriva del vocablo náhuatl “Atoya-k”, que significa “Lugar del río”. Hace unos 36 mil años esta región estaba cubierta por las aguas que formaban un inmenso lago.

## Historia
Sus primeros pobladores fueron aztecas. Es uno de los pueblos más antiguos. La fama y abundancia de la sal de Atoyac pronto se extendió entre los pueblos vecinos provocando diversas guerras entre ellos. Atoyac fue un pequeño núcleo de población, siendo de mayor importancia el poblado de Cuyacapán.
Perteneció a Zaulan y lo conquistó Alonso de Ávalos en 1521, a partir de entonces formó parte de la Provincia de Ávalos. En 1524 pasó por el lugar Francisco Cortés, en 1530 lo hace Nuño de Guzmán y finalmente en 1540 el Lic. Maldonado, enviado del virrey Antonio de Mendoza a investigar en "la Provincia de Ávalos" sobre la sublevación en el cerro del Miztón.
La conquista espiritual corrió a cargo de los frailes franciscanos Juan de Padilla y Miguel de Bolonia. Estuvo sujeto a la doctrina de Tzapotlán y luego a la de Amacueca, hasta que en 1568 se construye el convento dedicado a San Juan Evangelista. En la época de la Independencia, Atoyac tomó parte activa organizando un gran contingente de indios que se unieron a las columnas de don José Antonio Torres. Entre los jefes insurgentes de este lugar figuran don Francisco y don Gordiano Guzmán.
El decreto del Congreso del Estado de 1837 menciona la existencia de Atoyac como municipio. Fue municipalidad del departamento de Sayula. Cantón del mismo nombre. A la cabecera municipal se le dio el título de Villa de 1856 por los servicios prestados en la revolución de Ayutla.
El vocablo Atoyac, es de origen Náhuatl; en este dialecto se pronuncia “Atoyaque” que significa “Lugar arenoso junto al río", se le han dado otras interpretaciones como “Lugar del río” “Tierra arenosa” y “Rio que baja y es pedregoso”, es muy probable que de ahí surja la palabra castellanizada “Atolladero”, es decir, donde se atora o se atasca. Existen vestigios de que sus primeros pobladores fueron de origen nahutlaca que habitaron la zona donde se encuentra actualmente la delegación municipal “Cuyacapan” (que significa lugar de ranas).
Hacia el año 1300, la región fue poblada por tribus aztecas, quienes con procedimientos antiguos explotaron la sal de las lagunas del lugar. La fama y abundancia de la sal de Atoyac pronto se extendió entre los pueblos vecinos, provocando diversas guerras entre ellos.

## Descripción geográfica

### Ubicación

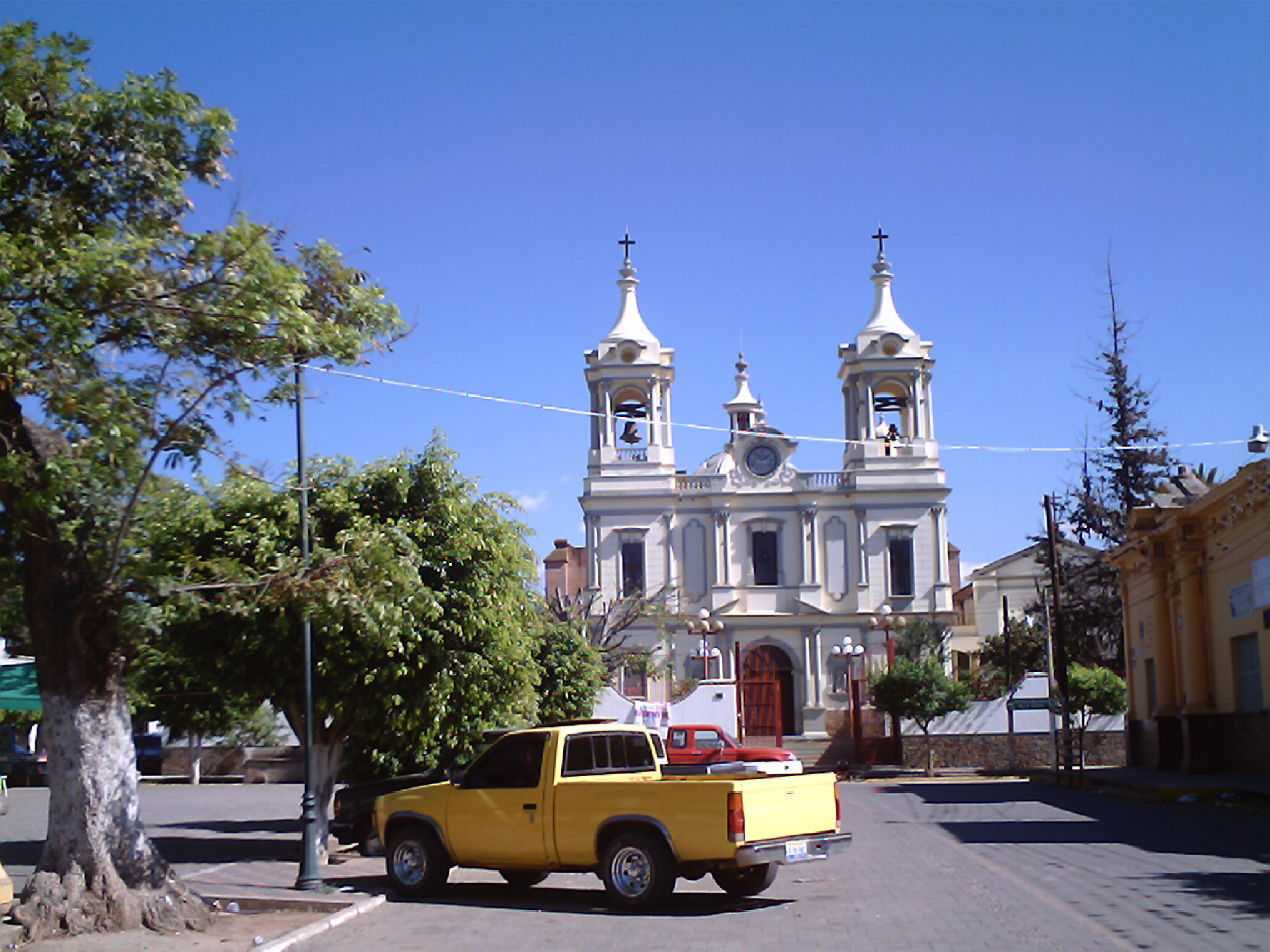
Iglesia de Atoyac.

El municipio de Atoyac se localiza en la región Lagunas del estado de Jalisco. Sus municipios colindantes son Techaluta de Montenegro, Teocuitatlán de Corona, Amacueca, Concepción de Buenos Aires, Gómez Farías y Sayula. Tiene una extensión territorial de 401 kilómetros cuadrados.
El municipio colinda al norte con los municipios de Techaluta de Montenegro, Zacoalco de Torres, Teocuitatlán de Corona; al este con los municipios de Teocuitatlán de Corona, Concepción de Buenos Aires y Gómez Farías; al sur con los municipios de Gómez Farías y Sayula; al oeste con los municipios de Sayula, Amacueca y Techaluta de Montenegro.

## Medio físico
El 56.1% del municipio tiene terrenos planos, lomeríos con el 29.4% y un 14.5% compuesto por zonas montañosas que se encuentran en la parte oriente, con el cerro de la Peña; además, sobre la sierra de El Tigre, con las elevaciones: Los Encinos y El Chivato.
La roca predominante es basalto (36.5%), le siguen aluvial, toba y lacustre con el 29, 16 y 15 por ciento respectivamente. El suelo predominante es solonchak (33.6%), suelos salinos, se presentan en zonas donde se acumula el salitre. La vegetación típica es el pastizal u otras plantas que toleran el exceso de sal. Su uso pecuario depende del tipo de pastizal. El feozem y cambisol representan el 25% y 13%. En la cobertura de suelo la agricultura (25.9%) es el uso de suelo dominante en el municipio. Cuerpos de agua represnetan el 23.8% y le sigue el bosque con el 18%. 

### Hidrografía
Los tipos de recursos hídricos del municipio están constituidos por aguas subterráneas, ríos y lagos. El territorio está ubicado dentro de 3 acuíferos de los cuales el 63.1% no tienen disponibilidad y el 36.9% se encuentra con disponibilidad de agua subterránea.Por su parte, el territorio municipal está dentro de las cuencas Laguna de Sayula A, Laguna de Sayula B, Laguna de Zapotlán, Quito de las cuales el 0.8% tienen disponibilidad y el 99.2% presentan déficit de disponibilidad de agua superficial
Por su territorio pasa el río Atoyac; además de los arroyos: Cuichipay, San Juan y los Laureles; también están los manantiales: Atoyac, Los Arcos, Cuayapán, Agua Azul y el Rincón Poncitlán y Atotonilco con aguas termales; y la laguna de Sayula.

### Clima y precipitación
La mayor parte del municipio de Atoyac (48%) tiene clima semicálido semihúmedo. Ahora, del análisis de la precipitación media mensual histórica con registros hasta el 2021 del municipio Atoyac tenemos que la precipitación acumulada promedio es de 690.9 mm; la media del mes de enero es de 20.5 mm, la mínima de 15.3 mm y la máxima de 30.2 mm; mientras que en julio la precipitación media es de 152.85 mm, la mínima de 134.38 mm y máxima de 178.64 mm  El régimen de lluvias se registra en los meses de junio y julio. El promedio anual de días con heladas es de 20. Los vientos dominantes son en dirección del sur al norte.

### Temperatura
La temperatura media mensual conforme a los registros históricos hasta el 2021 del municipio, nos dice que la media anual promedio es de 20.4 grados centígrados (°C), la mínima y máxima promedio anual de 12.1 °C y 28.7 °C. La temperatura más fría se presentó en los meses de enero y febrero con 5.9 °C y 6.4 °C respectivamente y las más altas fueron de 34.6 °C y 34.1 °C de los meses mayo y abril correspondientemente.

## Sequía
A nivel municipal la sequía extrema es la que tiene una mayor distribución con un 42.1%, seguido por la sequía excepcional, severa y moderada con el 26, 15 y 14 por ciento siguiendo el orden. Se registra en menor medida territorio en donde no hubo sequía y en donde fue anormalmente seco con el 3% y 0.9%.

## Áreas naturales protegidas
Atoyac cuenta con 29.5% de humedales y 25.4% de sitios ramsar o humedales de importancia internacional sin niunga área natural protegida tipificada. 

## Flora y fauna
La vegetación se compone de especies de nogal, roble, encino, pino, cedro, mezquite, guamúchil, nopal y árboles frutales.
El venado, el coyote, el tlacuache, el armadillo, el gato montés, la ardilla, el tejón, la víbora de cascabel y el coralillo habitan en esta región.

## Demografía y localidades
Según el Censo de Población y Vivienda 2020, su población en ese año era de 8,689 personas; de las cuales el 48.5 por ciento eran hombres y 51.5 por ciento mujeres. Comparando este volumen poblacional con el del año 2015 (8,264 habitantes), se observa que la población municipal aumentó un 5.14 por ciento en cinco años.

### Localidades
En 2020 Atoyac contaba con 31 localidades, de éstas, 2 eran de dos viviendas y 11 de una. La localidad de Atoyac era la más poblada, con 5,389 personas, que representaban el 62% de la población del municipio; le seguía Cuyacapan con el 12.3%, Unión de Guadalupe con el 9.9%, Techague con el 3.1% y Poncitlán con el 2.1% del total municipal.
| Código INEGI      | Localidad         | Población (2020) |
| ----------------- | ----------------- | ---------------- |
| 140140001         | Atoyac            | 5 389            |
| 140140008         | Cuyacapan         | 1 067            |
| Otras localidades | Otras localidades | 2 233            |
| Total municipal   | Total municipal   | 8 689            |

## Migración
El índice de intensidad migratoria se ubica en 64 puntos respresnetando un grado alto de intensidad migratoria. EL grado de migración es Bajo en Atoyac. 

## Pobreza por carencia social
El acceso a seguridad socila registro el mayor número de personas que carecian de este con el 75% de la población, seguido de rezago educativo y acceso a servicios básicos de la vivienda con el 31 y 22 pro ciento respectivamente. En niveles inferiores se encuentran el acceso a la alimentación, calidad y espacio de vivienda, así como acceso a servicios de salud con 18, 16 y 9 por ciento en orden.

## Economía y empleo
Conforme a la información del Directorio Estadístico Nacional de Unidades Económicas (DENUE) de INEGI, el municipio de Atoyac cuenta con 386 unidades económicas al mes de mayo de 2024 y su distribución por sectores revela un predominio de establecimientos dedicados a Comercio, siendo estos el 46.63% del total en el municipio.

### Empleos
Para junio de 2024 el IMSS reportó un total de 455 trabajadores asegurados, lo que representó para el municipio de Atoyac una disminución anual de 105 trabajadores en comparación con el mismo mes de 2023, debido a la baja del registro de empleo formal de algunos de sus grupos económicos principalmente el de Agricultura. En función de los registros del IMSS el grupo económico que más empleos presentó dentro del municipio de Atoyac fue el de Agricultura, ya que en junio de 2024 registró un total de 245 trabajadores concentrando el 53.85% del total de asegurados en el municipio. El segundo grupo económico con más trabajadores asegurados fue el de Fabricación de calzado e industria del cuero, que para junio de 2024 registró 86 trabajadores asegurados que representan el 18.9% del total de trabajadores asegurados a dicha fecha. Mientras que el tercer sector más relevante con estas características es la ganadería con el 7.4% de los asegurados.

## Infraestructura
El municipio cuenta con 16 servicios públicos, de los cuales destacan 22 escuelas, seguido de 13 templos e instalaciones deportivas o recreación con 10.

### Salud
De acuerdo con los registros de la secretaría de salud, en el municipio se encuentran 6 unidades de servicio de salud como lo son consultorios, hospitales generales y especializados, oficinas administrativas, farmacias, laboratorios, unidades de medicina familiar, de especialidades médicas y móviles. De las cuales 6 corresponden a la Secretaría de Salud (SSJ).

## Índice de desarrollo municipal (IDM)
Atoyac obtiene un desarrollo institucional Muy Alto con un IDM-I de 71.4.

## Promedio mensual de carpetas de investigación
Durante el periodo de junio 2023 a mayo de 2024, se abrieron un total de 29 carpetas de investigación. El promedio de carpetas abiertas por mes en el municipio es de 2 en donde el delito más investigado fue el fraude.

## Turismo
Arquitectura

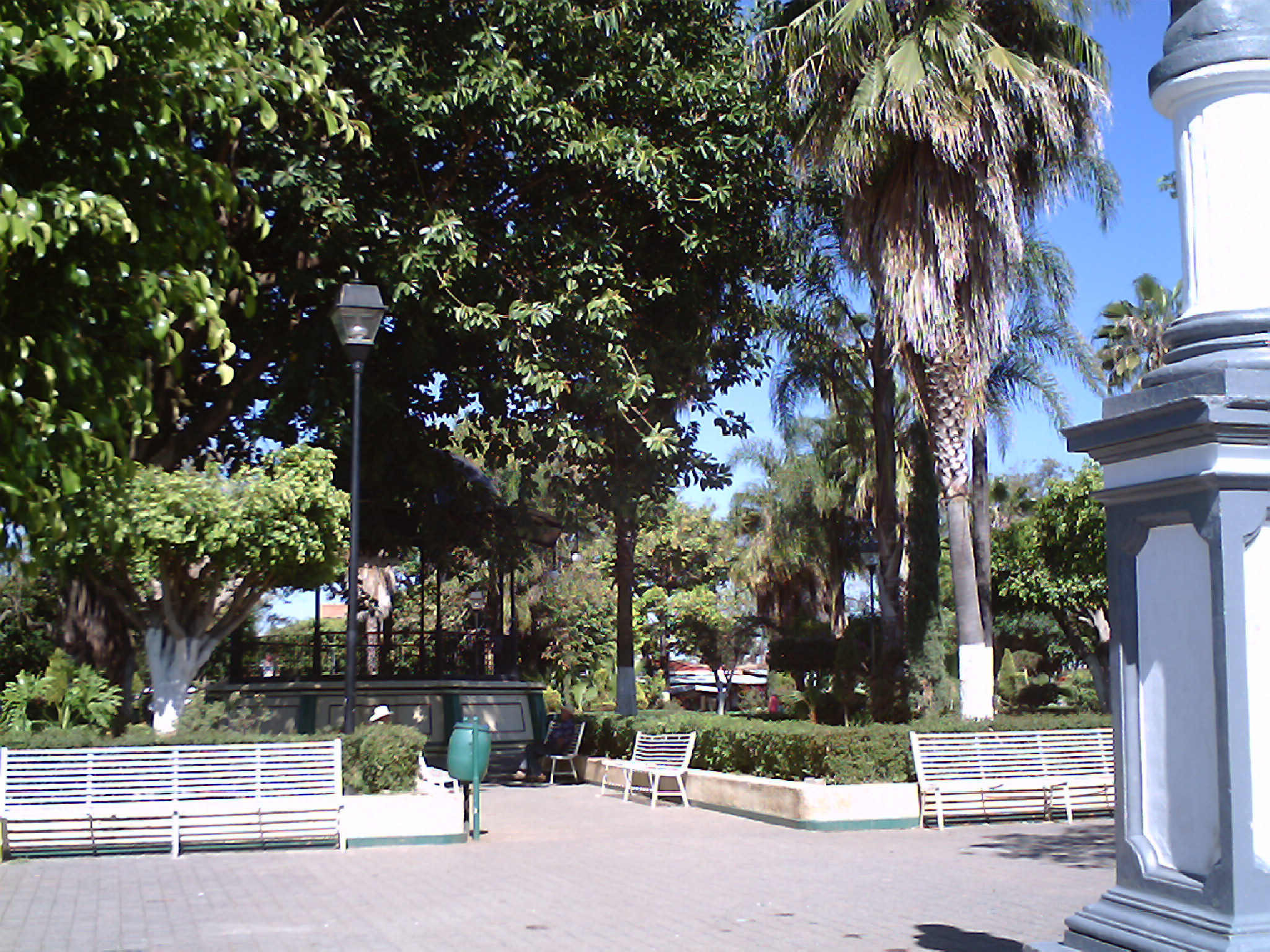
Plaza de Atoyac.

- Casco de la Hacienda del Castillo.
- Los Arcos.

Artesanías
- Elaboración de: Artículos de lana, cabestros, macrame, cuadros en tercera dimensión y fundas para navajas de gallo; además de la elaboración de cinturones de piel y carteras.

Iglesias
- Parroquia del Señor de la Salud.
- Capilla de San Pedro.
- Capilla de San Gaspar.
- Capilla de La Inmaculada Concepción.

Parques y reservas
- Monte Jiménez.
- Sierra del Tigre.
- Cerro de La Joya.
- La Presa La Joya.

## Fiestas
Fiestas religiosas

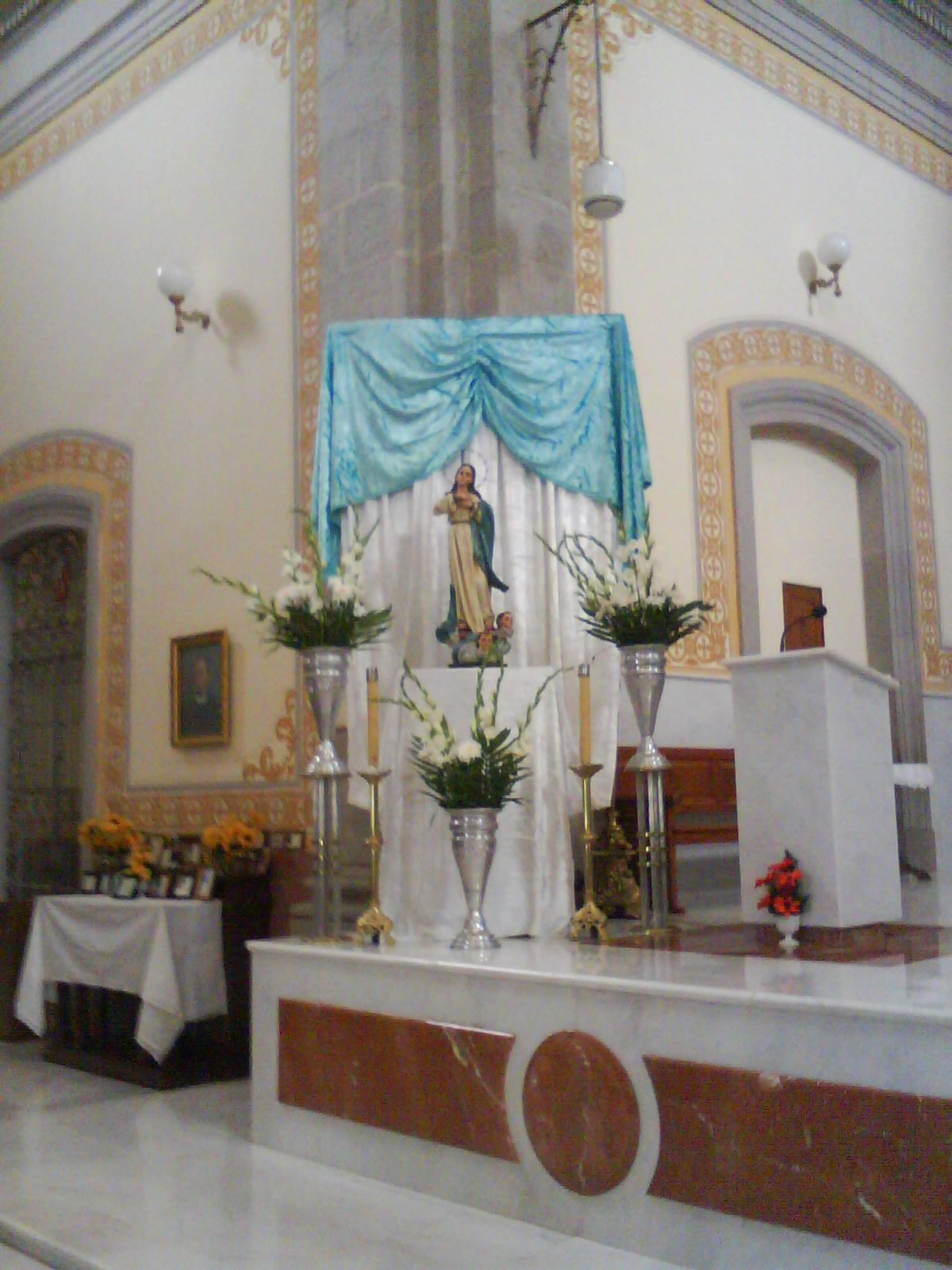
Iglesia de Atoyac.

- Fiesta en honor del Señor de la Salud el primer viernes de Cuaresma (por lo que se convierte en fiesta variable).
- Triduos religiosos, en honor a: Nuestra Señora del Monte Carmelo (16 de julio), La Asunción de María (15 de agosto), San Francisco de Asís (4 de octubre), La Inmaculada Concepción de María (8 de diciembre).
- Además, se celebran triduos y novendiarios en honor a los patronos de las diversas capellanías dentro y fuera de la cabecera municipal: San Gaspar (6 de enero); La Santa Cruz (3 de mayo); Ss. Pedro y Pablo (29 de junio); La inmaculada Concepción de María (8 de diciembre); Santa María de Guadalupe (12 de diciembre, en todo el pueblo).
- En la localidad de Cuyacapán festejan La Natividad de María (8 de septiembre).
- En la localidad de Poncitlán festejan al arcángel San Rafael (24 de octubre).
- El patrón de la parroquia es San Juan Evangelista; pero el templo principal está consagrado al Señor de la Salud.
- Adoración nocturna los sábados primeros de mes después de la Misa de 7:30 p. m., esta congregación celebra este año (2020) Noventa y siete años de presencia en la población ininterrumpidos.